# ラタナキリ州
ラタナキリ州（ラタナキリしゅう）はカンボジア北東部の州である。「ラタナキリ」という言葉は、合わせると「宝石と山がある場所」という意味になる2つのカンボジア語の単語からの派生語である。州都バンルンは同州の高地の中央部にあり、プノンペンからは約586km離れている。ロムパットは、南部の平原にある小さな町であり、ここがラタナキリ州の旧州都であった。同州には毎年何千人もの旅行客が訪れる。野生生物の宝庫であり、都会から遠く離れた部族制の村々が残る同州は、エコツーリズムの格好の舞台だからである。ラタナキリ州の住民のほとんどが、先住民である少数民族である。カンボジア人（クメール人）は州の総人口の10-20%を占めるにすぎない。
同州は9郡に分かれる。
- 1601 Andoung Meas
- 1602 バンルン
- 1603 Bar Kaev
- 1604 Koun Mom
- 1605 ロムパット
- 1606 Ou Chum
- 1607 Ou Ya Dav
- 1608 Ta Veaeng
- 1609 Veun Sai

## 経済
ラタナキリ州の先住民の大多数は自給自足の農業を営み、コメやトウモロコシ、カボチャを栽培している。現金収入が得られる落花生やカシューナッツのような作物を栽培する者もいる。
裕福なカンボジア人の中には、州都バンルンの周囲に広大な農園を所有する者もいる。そのほとんどは、落花生かコーヒーかカシューナッツを栽培している。これに加えて、ラタナキリ州は何百平方キロメートルものゴムノキ園を誇っている。ゴムのほとんどはベトナムに輸出される。
同州南部や西部の宝石鉱脈は、観光客や坑夫を引き寄せるだけでなく、重要な収入源にもなっている。ラタナキリ州は青いジルコンや質の良いアメジストを産出することで有名である。
隣国ベトナムとの間では、州都バンルンの中心を通る国道19号線沿いで多くの取引が行われている。
しかしながら、観光業が急速に経済成長の最大の原動力となりつつある。バンルンには4軒以上のホテルと無数のゲストハウスがあり、最近では多くのレストランや店舗が多数の観光客の用をまかなっている。

## 観光名所
ラタナキリ州観光の売りを2つ挙げるとすれば、先住民集団と野生生物である。同州に生活拠点を持つ民族集団のうち主要なものを5つ挙げるとすれば、タムプアン族、クルン族、ジャライ族、カチョーク族、ブロー族である。部族制の生活様式や村の文化がヨーロッパやアメリカ合衆国の観光客の人気を集めている。
ヤクロウム湖もラタナキリ州で観光客に人気がある場所である。町の中心から約4.8kmのところにあり、大規模な噴火口の美しいカルデラ湖である。湖が恐ろしく深い（48m）ため、水が抜群にきれいで透明である。この湖は直径0.75kmのほぼ真円形である。湖の周りには、大木や豊かに生い茂った熱帯林があり、多くのエキゾチックな鳥やオウムが住んでいる。

## 町
州都バンルン以外の、ラタナキリ州の主要な町は以下の2つである。
- Vuen sai は、北にあり、Se San 川のほとりにある。人口は1,000人に満たない。乾期の間は、Veun Sai には川沿いに長くて白い砂浜が現れ、重要な観光スポットになる。Veun Sai の住民のほとんどはクルン族かラオ族（華人）である。美しい華人居住区は川の北岸にある。
- ロムパットは、ラタナキリ州の旧州都である。州の南部、Srae Pok 川のほとりにある。小さな町で、人口は800人に満たない。